# Tulsa Oilers
Tulsa Oilers je profesionální americký klub ledního hokeje, který sídlí v Tulse ve státě Oklahoma. Do ECHL vstoupil v ročníku 2014/15 a hraje v Horské divizi v rámci Západní konference. Před vstupem do ECHL působil několik let v Central Hockey League. Své domácí zápasy odehrává v hale BOK Center s kapacitou 17 096 diváků. Klubové barvy jsou námořnická modř, kaštanově hnědá, stříbrná a bílá. Jedná se o farmu klubů St. Louis Blues (NHL) a San Antonio Rampage (AHL).

## Úspěchy
- Vítěz CHL ( 1× )
  - 1992/93

## Přehled ligové účasti
Zdroj:
- 1992–1996: Central Hockey League
- 1996–2001: Central Hockey League (Západní divize)
- 2001–2004: Central Hockey League (Severozápadní divize)
- 2004–2005: Central Hockey League (Severovýchodní divize)
- 2005–2006: Central Hockey League (Severozápadní divize)
- 2006–2007: Central Hockey League (Severovýchodní divize)
- 2007–2008: Central Hockey League (Severozápadní divize)
- 2008–2009: Central Hockey League (Severovýchodní divize)
- 2009–2010: Central Hockey League (Severní divize)
- 2010–2012: Central Hockey League (Berryho divize)
- 2012–2014: Central Hockey League
- 2014–2017: East Coast Hockey League (Centrální divize)
- 2017– : East Coast Hockey League (Horská divize)